# Anaxagorea luzonensis
Anaxagorea luzonensis là loài thực vật có hoa thuộc họ Na. Loài này được A.Gray mô tả khoa học đầu tiên năm 1854.